# 高速高機能大型巡視船
高速高機能大型巡視船（こうそくこうきのうおおがたじゅんしせん）とは、北朝鮮の工作船による九州南西海域工作船事件を受けて整備された海上保安庁のPL型巡視船。
北朝鮮工作機関やテロ組織に関連する不審船を停船させ、または火力で圧倒することを目的として建造されたため、推進方式にウォータージェット推進を採用し、煙突をなくして舷側の穴から排気ガスを放出する野心的な設計で、速力は公称30ノット以上である。夜間においても捜索監視が可能な赤外線捜索監視装置、停船命令等表示装置（電光掲示板）、高い耐航性、機動力を有する高速警備救難艇を装備しているため、従来の巡視船よりも高度な水上監視・捜索能力を有する。
武装は、能登半島沖不審船事件を期に整備されたつるぎ型巡視船よりも大きな射程を持つFCS付ボフォース 70口径40mm機関砲を装備し、不審船の武装として想定されているRPG-7や携帯式防空ミサイルシステム（MANPADS）、対空砲等の射程外から目標を射撃、制圧することができる。